# Etsuko Shihomi

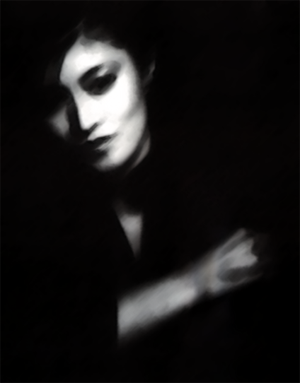
Artwork von Etsuko Shihomi

Etsuko Shihomi (japanisch 志穂美 悦子 Shihomi Etsuko, wirklicher Name: Etsuko Nagabuchi (長渕 悦子); * 29. Oktober 1955 in der Präfektur Okayama als Etsuko Shiomi (塩見 悦子)) ist eine japanische Schauspielerin und Sängerin.

## Leben
Etsuko Shihomi wurde in Okayama geboren. Sie begann ihre Laufbahn als Schauspielerin 1973 in mehreren Filmen mit Sonny Chiba sowie Hiroyuki Sanada. Insgesamt spielte Etsuko Shihomi in mehr als vierzig Filmen und Fernsehserien mit. 1975 war sie in einer Nebenrolle als Telefonistin im Katastrophenfilm Panik im Tokio-Express zu sehen. Größere Rollen folgten, darunter 1983 als Keno in Die Legende von den acht Samurai.
Von 1975 bis 1984 war Etsuko Shihomi neben der Schauspielerei auch als Sängerin tätig und veröffentlichte drei Alben, von denen das letzte (Three Dimension) zwei Jahre nach seiner Veröffentlichung und bereits nach Shihomis Karriereende als Sängerin 1985 erneut als CD in den Handel kam.
1986 lernte Shihomi während des Filmdrehs zu Otoko wa Tsurai yo: Shiawase no Aoi Tori den Schauspieler und Sänger Tsuyoshi Nagabuchi kennen, den sie im folgenden Jahr heiratete. Im selben Jahr beendete sie ihre Karriere nach vierzehn Jahren. Ihre gemeinsame Tochter Ayana Nagabuchi (* 1988) ist ebenfalls als Schauspielerin tätig, ihre Söhne Wataru und Ren (* 1994) als Rennfahrer bzw. Rapper. Etsuko Shihomi engagiert sich für Wohltätigkeitsprojekte und hat mehrere Bücher für wohltätige Zwecke veröffentlicht.

## Filmografie (Auswahl)
- 1973: Kiba, der Leibwächter – Seine Rechte mäht wie eine Sense (Bodigaado Kiba)
- 1974: Gekitotsu! Satsujinken
- 1974: Onna Hissatsuken
- 1974: Gyakushū! Satsujinken
- 1975: Panik im Tokio-Express (Shinkansen Daibakuha)
- 1976: Hissatsu Onna Kenshi
- 1976: Kozure Satsujinken
- 1977: Golgo 13: Kūron no Kubi
- 1978: Yagyū Ichizoku no Inbō
- 1978: Uchū kara no Message
- 1982: Tenkōsei
- 1982: Kamata Koshinkyoku
- 1983: Die Legende von den acht Samurai (Satomi Hakkenden)
- 1984: Shanghai Vance King
- 1986: Otoko wa Tsurai yo: Shiawase no Aoi Tori

## Diskografie
- 1975: Kagebōshi (影法師), Single
- 1976: Onna Hissatsuken Shihomi Etsuko Sanjō!! (女必殺拳 志穂美悦子参上!!), Album
- 1977: Koi no Saturday Night (恋のサタディーナイト), Single und Album
- 1977: Futari dake no Kekkonshiki (ふたりだけの結婚式), Single
- 1982: Ashita yo Kaze ni Mae / Omoide So Long (明日よ風に舞え/思い出 So Long), Single
- 1983: Three Dimension (erneute Veröffentlichung auf CD 1985), Album
- 1984: Minami no Suna no Airmail / Single Rouge (南の砂のエアメール / シングルルージュ), Single

## Schriften
- 1976: Kagirinaki Action e no Michi (限りなきアクションへの道), Fotobuch
- 1981: Joyū Shihomi Etsuko (女優 志穂美悦子), Fotobuch
- 2011: Flower Arrangement INSPIRE Ichika Bachika
- 2012: Flower Fighting INSPIRE Ichika Bachika
- 2013: Flower Arrangement Works INSPIRE 3 In New York